# X5 Retail Group
X5 Retail Group (hrv. Maloprodajna grupa X5) je drugo najveće maloprodajno poduzeće u Rusiji. Srediište poduzeća je u Moskvi, a godine 2012. broji 2.545 maloprodajnih trgovina i 109.000 zaposlenika (raspoređeni po svim sektorima).
Poduzeće je osnovano u svibnju 2006. godine nakon spajanja dvaju poduzeća koji su se bavili maloprodajom hrane (Perekrestok i Pyatyorchka). Na LSE, X5 Retail nosi skraćenicu FIVE, a u svibnju 2007. godine kapital poduzeća bio je 7.7mlrd $. Najveći udio u vlasništvu ima Alfa Group, koja je vlasnik 47.86% dionica. U vlasništvu je najvećega ruskoga trgovačkoga lanca Magnit od 2013. godine.